# 作間耕逸

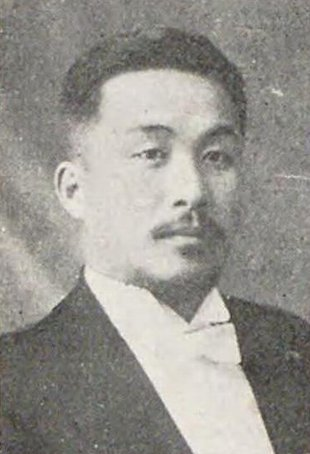
作間耕逸

作間 耕逸（さくま こういつ、1880年（明治13年）5月15日 - 1951年（昭和26年）1月2日）は、日本の衆議院議員（憲政会）、貴族院勅選議員、弁護士。

## 経歴
山口県吉敷郡秋穂二島村（現在の山口市）に音羽清逸の三男として生まれ、作間家の養子となった。東京郵便電信学校を卒業し、大阪逓信局に勤務した。在職中に関西大学法律科に入学し、1902年（明治35年）に卒業した。その後長崎逓信局で外国郵便課係長、監理課係長を務め、1906年（明治39年）に退職した。同年、上京して日本大学高等専攻科に入学し、弁護士試験に合格した。
1914年（大正3年）、東京市会議員に当選し、参事会員にも選出された。
1920年（大正9年）、第14回衆議院議員総選挙に出馬し、当選。第15回衆議院議員総選挙でも再選された。
その後は東京弁護士会常議員会議長、日本弁護士協会理事、東京弁護士会長を歴任した。
戦後の1946年（昭和21年）6月8日には貴族院議員に勅選された。